# سكوت دان
سكوت دان (بالإنجليزية: Scott Dann)‏ (مواليد 14 فبراير 1987 في ليفربول - إنجلترا) لاعب كرة قدم إنجليزي يلعب حاليا لصالح نادي الدرجة الممتازة برمنغهام سيتي الإنجليزي منذ 2009 في مركز قلب الدفاع .

## روابط خارجية
- سكوت دان على موقع قاعدة بيانات كرة القدم.إي يو (الإنجليزية)
- سكوت دان على موقع Soccerbase.com (لاعب) (الإنجليزية)
- سكوت دان على موقع Soccerway.com (الإنجليزية)
- سكوت دان على موقع عالم كرة القدم.نت (الإنجليزية)
- سكوت دان على موقع كووورة
- سكوت دان على موقع AS.com (الإسبانية)